# Moe Harkless
Maurice José Harkless, detto Moe (New York, 11 maggio 1993), è un cestista statunitense con cittadinanza portoricana, professionista nella NBA.

## Carriera

### High school
Harkless frequenta la Forest Hills High School, e durante il suo anno da junior viene nominato dal Daily News come "New York Daily News Quenns High Scool Player of the Year" grazie alla stagione disputata in cui ha messo a referto una media di 16,5 punti e 11,5 rimbalzi a partita. L'anno successivo Moe gioca per la South Kent High Scool, e conclude la stagione con una media di 27,2 punti, 13,6 rimbalzi e 4,2 assist a partita.

### College
Durante la stagione 2011-12 giocata da rookie alla St. John's University totalizza 15,5 punti e 8,6 rimbalzi a partita e viene nominato Rookie of the Year della Big East Conference. A fine stagione si rende eleggibile per il draft NBA 2012.

### NBA
Il 28 giugno 2012 viene selezionato come 15ª scelta assoluta nel draft dai Philadelphia 76ers. Il 10 agosto passa agli Orlando Magic nell'ambito dello scambio che porterà Dwight Howard ai Los Angeles Lakers e Andrew Bynum ai Philadelphia 76ers.

## Statistiche

### College
| Anno      | Squadra             | PG | PT | MP   | TC%  | 3P%  | TL%  | RP  | AP  | PRP | SP  | PP   |
| --------- | ------------------- | -- | -- | ---- | ---- | ---- | ---- | --- | --- | --- | --- | ---- |
| 2011-2012 | St. John's R. Storm | 32 | 32 | 36,1 | 45,2 | 21,5 | 67,6 | 8,6 | 1,5 | 1,6 | 1,4 | 15,5 |
| Carriera  | Carriera            | 32 | 32 | 36,1 | 45,2 | 21,5 | 67,6 | 8,6 | 1,5 | 1,6 | 1,4 | 15,5 |

### NBA

#### Regular Season
| Anno      | Squadra             | PG  | PT  | MP   | TC%  | 3P%  | TL%  | RP  | AP  | PRP | SP  | PP   |
| --------- | ------------------- | --- | --- | ---- | ---- | ---- | ---- | --- | --- | --- | --- | ---- |
| 2012-2013 | Orlando Magic       | 76  | 59  | 26,0 | 46,1 | 27,4 | 57,0 | 4,4 | 0,7 | 1,2 | 0,8 | 8,2  |
| 2013-2014 | Orlando Magic       | 80  | 41  | 24,4 | 46,4 | 38,3 | 59,4 | 3,3 | 1,0 | 1,2 | 0,6 | 7,4  |
| 2014-2015 | Orlando Magic       | 45  | 4   | 15,0 | 39,9 | 17,9 | 53,7 | 2,4 | 0,6 | 0,7 | 0,2 | 3,5  |
| 2015-2016 | Portland T. Blazers | 78  | 14  | 18,7 | 47,4 | 27,9 | 62,2 | 3,6 | 0,9 | 0,6 | 0,4 | 6,4  |
| 2016-2017 | Portland T. Blazers | 77  | 69  | 28,9 | 50,3 | 35,1 | 62,1 | 4,4 | 1,1 | 1,1 | 0,9 | 10,0 |
| 2017-2018 | Portland T. Blazers | 59  | 36  | 21,4 | 49,5 | 41,5 | 71,2 | 2,7 | 0,9 | 0,8 | 0,7 | 6,5  |
| 2018-2019 | Portland T. Blazers | 60  | 53  | 23,6 | 48,7 | 27,5 | 67,1 | 4,5 | 1,2 | 1,1 | 0,9 | 7,7  |
| 2019-2020 | L.A. Clippers       | 50  | 38  | 22,8 | 51,6 | 37,0 | 57,1 | 4,0 | 1,0 | 1,0 | 0,6 | 5,5  |
| 2019-2020 | N.Y. Knicks         | 12  | 10  | 23,8 | 45,5 | 28,0 | 62,5 | 3,3 | 1,7 | 0,8 | 0,3 | 6,8  |
| 2020-2021 | Miami Heat          | 11  | 3   | 11,3 | 38,5 | 45,5 | 0,0  | 1,2 | 0,6 | 0,2 | 0,4 | 1,4  |
| 2020-2021 | Sacramento Kings    | 26  | 20  | 24,9 | 42,1 | 24,7 | 80,5 | 2,9 | 1,4 | 1,1 | 0,6 | 6,9  |
| 2021-2022 | Sacramento Kings    | 47  | 24  | 18,4 | 45,9 | 30,7 | 71,4 | 2,4 | 0,5 | 0,6 | 0,5 | 4,6  |
| Carriera  | Carriera            | 621 | 371 | 22,6 | 47,4 | 32,0 | 62,4 | 3,5 | 0,9 | 0,9 | 0,6 | 6,9  |

#### Playoffs
| Anno     | Squadra             | PG | PT | MP   | TC%  | 3P%  | TL%  | RP  | AP  | PRP | SP  | PP   |
| -------- | ------------------- | -- | -- | ---- | ---- | ---- | ---- | --- | --- | --- | --- | ---- |
| 2016     | Portland T. Blazers | 11 | 11 | 24,7 | 42,7 | 34,1 | 48,0 | 5,1 | 0,6 | 0,9 | 0,3 | 11,0 |
| 2017     | Portland T. Blazers | 4  | 4  | 24,8 | 29,4 | 16,7 | 87,5 | 3,3 | 0,8 | 1,3 | 1,3 | 7,3  |
| 2018     | Portland T. Blazers | 2  | 1  | 26,5 | 53,8 | 33,5 | -    | 4,0 | 2,0 | 0,0 | 0,5 | 8,0  |
| 2019     | Portland T. Blazers | 16 | 16 | 24,3 | 47,7 | 25,0 | 63,9 | 4,9 | 1,4 | 1,1 | 1,0 | 8,4  |
| Carriera | Carriera            | 33 | 32 | 24,6 | 43,6 | 28,9 | 60,9 | 4,7 | 1,1 | 1,0 | 0,8 | 9,1  |

## Palmarès
- Big East Conference Rookie of the Year 2012